# Зоряное (Донецкая область)
Зо́ряное (укр. Зоряне) — село в Покровском районе Донецкой области Украины. Население составляет 784 человека.
В конце октября 2024 года село было захвачено солдатами ВС РФ.